# Arquías de Turios
Arquias (en griego antiguo: Ἀρχίας) de Turios fue un actor convertido en agente militar al servicio del general macedonio Antípatro en el siglo IV a. C.. en la antigua Grecia. Fue apodado «el cazador de los exiliados» (φυγαδοθήρας).

## Historia
Arquías se formó originalmente como retórico con Anaxímenes de Lámpsaco y Lácrito antes de convertirse en actor. En su carrera como actor trágico, se dice que alcanzó cierto renombre, llegando a actuar en Atenas y otros lugares. Plutarco le menciona como mentor del gran actor Polo de Egina, además de haber ganado una vez el Leneas alrededor del año 330, a pesar de ser, para lo que respecta a Atenas, un "extranjero".
Arquías es más conocido en la historia como sirviente del estadista macedonio Antípatro, probablemente por dinero. No era ateniense, pero tampoco era macedonio, y parecía no tener afiliación con ningún partido político, por lo que los historiadores posteriores han asumido que sus motivaciones fueron de naturaleza mercenaria. Arquías fue enviado en 322, después de la Batalla de Cranón, para apresar a los oradores anti-macedonios que Antípatro había exigido a los atenienses, y que habían huido de Atenas. Arquías se apoderó de Hipérides, Aristónico e Himereo, y les sacó del santuario de Éaco en Egina, y les transportó hasta Cleonas en la Argólida, donde fueron ejecutados.
Arquías también apresó al renombrado estadista y orador griego Demóstenes en el templo de Poseidón en Calauria, lo que llevó al suicidio de Demóstenes después de un intercambio registrado por Plutarco.
Arriano menciona a un desconocido "Arquías", quien escoltó a la hija de Antípatro, Nicea de Macedonia, a Asia alrededor del 322, a quien algunos eruditos (como Karl Julius Beloch) identifican con Arquías de Turios.
La suerte de Arquías, sin embargo, desapareció tiempo después. Acabó muriendo de hambre, terminó su vida viviendo en gran pobreza y desgracia.